# الساحل الشمالي (الإسكندرية)
قرية الساحل الشمالي هي إحدى القرى التابعة لمركز برج العرب في محافظة الإسكندرية في جمهورية مصر العربية. حسب إحصاءات سنة 2018، بلغ إجمالي السكان في الساحل الشمالي 3,004 نسمة، منهم 1,562 رجل و 1,442 امرأة.